# Петров, Василий Иванович (маршал)
Васи́лий Ива́нович Петро́в (2 (15) января 1917, село Чернолесское, Ставропольская губерния — 1 февраля 2014, Москва) — советский военачальник. Главнокомандующий сухопутными войсками — заместитель министра обороны СССР (1980—1985). Первый заместитель министра обороны СССР (1985—1986). Маршал Советского Союза (1983). Герой Советского Союза (1982). Член ЦК КПСС (1976—1989).

## Биография
Родился 2 (15) января 1917 года в селе Чернолесское Ставропольской губернии.
В 1935 году окончил 10 классов средней школы, в 1937 году — 2 курса Орджоникидзевского педагогического института.
В армии с 22 ноября 1939 года, служил в полковой школе.
В 1941 году окончил двухмесячные курсы младших лейтенантов, после чего принял командование кавалерийским взводом.
С декабря 1942 по март 1943 года — командир батальона автоматчиков, заместитель начальника штаба мотострелковой бригады.
Приказом № 47 от 06.11.1942 года от ВС Черноморской группы войск Закавказского фронта капитан Петров, помощник начальника штаба 40-й отдельной мотострелковой бригады, награждён орденом Красной Звезды.
С марта 1943 по декабрь 1944 года был начальником 1-го (оперативного) отделения штаба стрелковой бригады, затем на такой же должности в штабе 38-й стрелковой дивизии.
Приказом № 112 от 31.10.1943 года от ВС 27 армии 1-го Украинского фронта майор Петров, начальник 1-го отделения штаба 38-й стрелковой дивизии, награждён орденом Отечественной войны 2-й степени за то, что в боях на правом берегу Днепра обеспечил выполнение боевого приказа, командуя 343-м стрелковым полком.
Приказом № 72/н от 08.07.1944 года от ВС 40 армии 2-го Украинского фронта награждён орденом Отечественной войны 1-й степени.
Участник обороны Одессы, Севастополя и Кавказа, освобождал Украину, форсировал Днепр и Днестр, воевал в Румынии и Венгрии. Сражался на Крымском, Северо-Кавказском, Закавказском, Степном, Воронежском, 2-м Украинском и 1-м Украинском фронтах. Начав войну младшим лейтенантом, окончил её майором.
В 1945 году окончил ускоренный курс Военной академии имени М. В. Фрунзе, в 1948 году — основной курс этой же академии. В 1969 году окончил Высшие академические курсы при Военной академии Генерального штаба ВС СССР.
После войны на штабной работе в армейском звене. С 1948 года служил на Дальнем Востоке. С июня 1953 по декабрь 1955 года — командир 50-го стрелкового полка.
С декабря 1955 по январь 1957 года — начальник штаба 39-й стрелковой дивизии. С января 1957 по июль 1961 года — командир 129-й учебной мотострелковой дивизии в Дальневосточном военном округе (Хабаровск).
С июля 1961 по июнь 1964 года — начальник штаба армии. С июня 1964 по январь 1966 года — командующий 5-й армией (штаб — г. Уссурийск).
С января 1966 по апрель 1972 года начальник штаба — первый заместитель командующего войсками Дальневосточного военного округа.
С апреля 1972 по май 1976 года — командующий войсками Дальневосточного военного округа.
С мая 1976 по декабрь 1978 года — первый заместитель Главнокомандующего Сухопутными войсками.
Во время эфиопо-сомалийской войны (1977—1978) возглавлял оперативную группу Министерства обороны СССР в Эфиопии и занимался планированием боевых операций эфиопских войск.
С декабря 1978 по ноябрь 1980 года — Главнокомандующий войсками Дальнего Востока. С ноября 1980 по январь 1985 года Главнокомандующий Сухопутными войсками — заместитель министра обороны СССР.
Указом Президиума Верховного Совета СССР от 16 февраля 1982 года «за успешное выполнение заданий правительства и проявленные при этом мужество и отвагу» генералу армии Петрову Василию Ивановичу присвоено звание Героя Советского Союза с вручением ордена Ленина и медали «Золотая Звезда» (№ 11468).
С января 1985 по июль 1986 года — первый заместитель министра обороны СССР. С 1986 до 1992 года являлся генеральным инспектором Группы генеральных инспекторов Министерства обороны СССР, а также советником начальника Генерального штаба Объединённых Вооружённых Сил СНГ. С сентября 1992 года — советник при Министерстве обороны Российской Федерации.
Член ВКП(б) (КПСС) в 1944—1991, член ЦК КПСС в 1976—1989 годах. Депутат Совета Союза Верховного Совета СССР 9-11 созывов (1974—1989) от Иркутской области.
Почётный гражданин Новоселицкого района Ставропольского края (2006).
Скончался на 98-м году жизни 1 февраля 2014 года в Москве.
Похоронен в Федеральном военном мемориале «Пантеон защитников Отечества» в Мытищах. 1 февраля 2016 года на месте захоронения установлен памятник.
Является одним из трёх в истории Маршалов Советского Союза, похороненных за пределами Москвы — Василий Чуйков похоронен в Волгограде на Мамаевом кургане у подножия монумента «Родина-мать», а Дмитрий Язов, так же как и Петров, похоронен в Федеральном военном мемориале «Пантеон защитников Отечества» в Мытищах (Московская область).

## Воинские звания
- Полковник (29 апреля 1952);
- генерал-майор (9 мая 1961);
- генерал-лейтенант (16 июня 1965);
- генерал-полковник (29 апреля 1970);
- генерал армии (15 декабря 1972);
- Маршал Советского Союза (25 марта 1983).

## Награды
- Герой Советского Союза (16.02.1982).
- Орден Александра Невского (24 февраля 2012 года) — за заслуги в укреплении обороноспособности страны и многолетнюю активную общественную деятельность[8].
- Четыре ордена Ленина (12.1967, 02.1978, 16.02.1982, 01.1987).
- Орден Октябрьской Революции (02.1974).
- Орден Красного Знамени (10.1944).
- Два ордена Отечественной войны I степени (07.1944, 04.1985).
- Орден Отечественной войны II степени (10.1943).
- Два ордена Красной Звезды (11.1942, 10.1955).
- Орден «За службу Родине в Вооружённых Силах СССР» III степени (02.1976).
- 14 медалей, в том числе:
  - медаль «За боевые заслуги»;
  - медаль «За отличие в охране государственной границы СССР»;
  - медаль «За оборону Кавказа»;
  - Медаль «За оборону Одессы»
  - медаль «За оборону Севастополя»;
  - медаль «За укрепление боевого содружества»;
  - медаль «За победу над Германией в Великой Отечественной войне 1941—1945 гг.»;
  - юбилейная медаль «Двадцать лет Победы в Великой Отечественной войне 1941—1945 гг.»;
  - юбилейная медаль «Тридцать лет Победы в Великой Отечественной войне 1941—1945 гг.»;
  - юбилейная медаль «Сорок лет Победы в Великой Отечественной войне 1941—1945 гг.»;
  - медаль «За взятие Будапешта»;
  - юбилейная медаль «50 лет Победы в Великой Отечественной войне 1941—1945 гг.»;
  - юбилейная медаль «60 лет Победы в Великой Отечественной войне 1941—1945 гг.»;
  - Юбилейная медаль «65 лет Победы в Великой Отечественной войне 1941—1945 гг.».
- 14 орденов и 14 медалей иностранных государств, в том числе:
  - орден «Эрнесто Че Гевара» I степени (Куба, 1985);
  - орден Красного Знамени (Чехословакия, 1982);
  - орден Победного Февраля (Чехословакия, 1985);
  - орден Сухэ-Батора (Монголия, 1981);
  - орден Красного знамени (Монголия, 1982);
  - орден «За боевые заслуги» (Монголия, 1971);
  - орден Шарнхорста (ГДР, 1983);
  - орден Знамени Венгерской Народной Республики с алмазами (Венгрия, 1985);
  - орден Тудора Владимиреску I степени (Румыния, 1974);
  - орден «За военные заслуги» I степени (Румыния, 1985);
  - орден Государственного знамени (Эфиопия, 1982);
  - орден Государственного флага I-й степени (КНДР, 1985);
  - орден Народной Республики Болгария I степени (Болгария, 1985);
  - орден «За воинскую доблесть» I степени (1983).

## Память
- 5 января 2018 года в Москве торжественно открыта мемориальная доска на улице Мосфильмовской, дом 11, корпус 2[9].
- С января 2017 года имя Василия Ивановича Петрова носит отряд Юнармии в Ставропольском крае.
- В январе 2017 года «Почта России» выпустила маркированный конверт «100 лет со дня рождения В. И. Петрова».
- 15 марта 2019 года Президентом России подписан указ о присвоении имени Маршала Советского Союза Героя Советского Союза Василия Петрова 392-му Тихоокеанскому окружному учебному центру Восточного военного округа (Хабаровск)[10][11].